# 梦蛇
《梦蛇》（英語：Dreamsnake）是美国作家冯达·麦金泰尔1978年的科幻小说，由她1973年首获星云奖的短篇小说《雾草沙》扩充而成。故事发生在核浩劫后的地球，主人翁叫舞蛇，能用转基因蛇治病，书名“梦蛇”是舞蛇用于治病的外星蛇，毒液能让人在临死前进入美妙梦境。小说情节主线是舞蛇在梦蛇死亡后寻找替代品。
《梦蛇》是科幻文学第二波女权主义的典范之作，作者笔下的英雄征程以女子为核心，颠覆传统文艺作品的性别定势，还通过避免性别代词等手段挑战读者对角色的性別認同。小说从女权立场探讨各种社会结构和性别固定思维，检视治疗与跨文化互动主题。
小说面世后广受好评，获1978年星雲獎最佳長篇小說獎，1979年雨果獎最佳長篇小說和轨迹奖最佳长篇小说。评论关注主角舞蛇的实力，称赞作者文笔和小说主题。学者黛安·伍德声称《梦蛇》体现“科幻文学以语言和文化规范实验产生美感的潜力”:63；娥蘇拉·勒瑰恩称赞小说“如山上溪流般迅速、干净、清晰、美丽，令人兴奋不已”。

## 背景
1971年，住在西雅圖的冯达·麦金泰尔（Vonda N. McIntyre）创办号角西作家工作坊并协助运作到1973年，娥蘇拉·勒瑰恩是工作坊讲师。1972年工作坊开课期间布署的写作任务是随机选择两个词为题创作，一个是精神类辞汇，另一个是技术类。麦金泰尔的作品发展成1973年短篇小说《雾草沙》（Of Mist, and Grass, and Sand），后来进一步扩张成《梦蛇》，第一章与《雾草沙》内容相同。麦金泰尔1978年作品《破碎圆顶》（The Broken Dome）和《蛇之死》（The Serpent's Death）均包含《梦蛇》部分段落，因此《梦蛇》是在多部短篇小说基础上扩充而成的长篇。
《梦蛇》是麦金泰尔第二部长篇小说，1978年霍顿·米夫林出版社（Houghton Mifflin）发行，斯蒂芬·亚历山大（Stephen Alexander）绘制封面。故事发生在核浩劫后的地球，“所有知道或在乎（核浩劫）原因的人”无一幸存，大部分动物灭绝，地球上众多区域充满辐射，漫天的尘土如黑云遮天:104。人类社会虽然存在，但据新闻工作者山姆·乔迪森所述已退化成科技水平很低的部落，例外书中人物阿雷文（Arevin）就从未见过书籍。只有名为“中心”的城市拥有先进科技且能与其他行星接触:104:36–37，但城内等级森严且不准外来者进入:54。麦金泰尔的第一部小说《流亡等待》（The Exile Waiting，1975年）也以“中心”为背景。《梦蛇》的主角名叫“舞蛇”（Snake），能用蛇毒治病。她带着三条转基因蛇出行，分别是名叫“沙”的響尾蛇，名叫“雾”的眼镜蛇，以及名叫“草”的“梦蛇”，梦蛇来自外星球，能让垂死的病人进入美梦来缓解病痛。

## 情节大纲
小说以舞蛇到游牧部落治疗身患癌症的男童史达宾（Stavin）开始，她让梦蛇“草”送患者入眠，眼镜蛇“雾”用毒腺制作解毒剂:1–7。牧民阿雷文帮舞蛇控制当晚一直在抽搐的眼镜蛇，部落其他人对蛇非常害怕。早上舞蛇来到史达宾身边，发现孩子的父母生怕蛇会伤人，已经把“草”打成重伤，她也回天乏术。舞蛇虽然愤怒，但还是让“雾”去咬史达宾来注入解毒剂。部落首领向舞蛇致歉，阿雷文请她留在部落，但舞蛇表示她需要梦蛇才能治病，必须回家另找一条。她担心其他治疗师会把她驱逐并将蛇抢走，阿雷文在她离开时邀请舞蛇今后回来作客。:7–22
舞蛇在绿洲歇脚，梅里迪斯（Merideth）的女伴杰西（Jesse）跌落马背受伤，把舞蛇带到营地要求救治，把治疗师的行李留在绿洲。舞蛇发现杰西因脊椎骨折瘫痪，她根本没法儿治。:23–30杰西来自“中心”，梅里迪斯和同伴亚历克斯（Alex）劝她回去，希望外星人能治好她:33–38。舞蛇在营地附近转悠，发现杰西的马已死，明白这里的放射污染很强，杰西停留时间太长，辐射中毒足以致命。舞蛇表示可以用“雾”咬杰西缓解痛苦，杰西同意，梅里迪斯和亚历克斯向她告别。杰西临死前告诉舞蛇，能这样解脱她很感激，请舞蛇去找她的家人，或许他们能帮忙从外星球找来梦蛇。:45–54
舞蛇回到绿洲后发现行李被盗，日记也没了，同在绿洲扎营的商队领袖格鲁姆（Grum）宣称这是“疯子”干的:64–69。游牧部落的阿雷文决定去找舞蛇:60–62。舞蛇穿过西部沙漠抵达“山腰”城，市长之子加布里埃尔（Gabriel）请她救治市长:84–88。舞蛇邀请加布里埃尔和她上床，得知他曾因“生物控制”技能没学到家令朋友怀孕，进而导致他和父亲关系紧张:111–116。舞蛇告诉加布里埃尔继续学习，遵从心中打算离开“山腰”后另找老师:111–116。
舞蛇在检查马匹时遇到面部严重烧伤的梅丽莎（Melissa），后者帮马厩主喂马:104–107, 134–135。梅丽莎因面部疤痕自卑，觉得山腰其他人都比她好看:142–143, 149–157。舞蛇前往市长家时遇人偷袭，估计是“疯子”所为:126–130。她发现梅丽莎受到马厩主的肉体和性虐待后告诉市长，市长同意放梅丽莎自由。舞蛇离开山腰前往中心，已是她养女的梅丽莎一起上路。:142–143, 149–157舞蛇告诉养女，梦蛇非常罕见，而且人们至今不知如何让它们繁殖:158–159。阿雷文抵达舞蛇位于山腰北面的住所，得知她不在后南下寻找:164–171。山腰的人误以为是阿雷文之前偷袭舞蛇而将他逮捕，但发现只是误会后释放:216–218。
舞蛇与梅丽莎经东部沙漠抵达中心，但就像其他治疗师一样被拒之门外:179–185。返回山区后两人又遇到疯子袭击，原来他已对梦蛇的毒液上瘾，得知舞蛇的梦蛇已死后精神崩溃:199–201。舞蛇迫使疯子带路前往“北方”（North）统领的社区，原来“北方”拥有很多舞蛇，有时为奖励追随者会用舞蛇咬他们:205–207。这帮人在“破碎的圆顶”生活，昔日文明所在如今只剩下残破遗迹:220–225。北方非常憎恨治疗师，把舞蛇扔进满是梦蛇的寒冷大坑:234–237。舞蛇根据眼前所见明白梦蛇要在寒冷环境才会性成熟，并且不像地球上那样雌雄交配，需三条梦蛇才能繁殖:254–255。舞蛇已对蛇毒免疫，所以在大堆梦蛇中活下来并爬出深坑。北方的部下已陷入蛇毒产生的美梦，舞蛇借机找到同样昏迷的梅丽莎，带着满袋梦蛇一起逃走。她离开破碎的圆顶后遇到阿雷文，后者帮忙救醒梅丽莎。:267–275

## 主题与结构
《梦蛇》是科幻文学第二波女权主义的典范之作，20世纪60到70年代大量女作家投入创作前，科幻文学以强调阳刚气质的男子历险为主，但第二波女权主义已经颠覆这种传统:260–261:51。麦金泰尔立足末日浩劫后的世界，站在女权立场探讨各种社会结构和性别固定思维:54。女人的欲望在她笔下地位突出，以舞蛇到访各社区的所见所闻和行为呈现性别关系:63–65。女人占据众多领导位置，作者后来的《星际战士》（Starfarers）系列作品也是如此:266。传统的英雄旅程在此改写，《梦蛇》的核心人物是女子:65，她面临的挑战不需要武力对抗，而需治疗和照顾。科幻小说中女爱人追求或等待男英雄的传统模式在此逆转，变成阿雷文追随舞蛇，而且女主角不需要他去拯救:143。文中梅里迪斯始终性别不明:275，作者为颠覆性别期望完全不用性别代词:139–142，以此营造“女权构想”，表明人的性格与能力比性别重要:275。人物出场时通常先透露职业，后来才在不经意间揭示她们是女人，潜移默化地扭转读者期望:126。
学者英格丽丝·保尔森（Inge-Lise Paulsen）认为书中对治疗和整体化的探讨也涉及女权主题。舞蛇是职业治疗师，从表面上看似乎符合女子养育、护理的传统形象。但情节展开后读者不难发现，舞蛇是因为接受这方面训练而当治疗师，属于道德选择，与她是女人无关。书尾她和阿雷文、梅丽莎似乎组成家庭，但这不是她“身为女人的终极成就”。:104–105小说结束时她最重要的成就是发现梦蛇如何繁殖。爱情不足以维系关系，阿雷文必须学会信任舞蛇的实力，而不是老想着要保护她。小说开头游牧部落的乌托邦社会结构体现互相尊重。:104–105游牧民族尊重个人，相互帮助，与为自我保护与世界隔离的城镇人口截然相反:104–106。保尔森认为书中城镇人口带有典型的父權制文化倾向，作者描绘整体道德需求和对社会各方面联系的理解，与勒瑰恩的作品和多丽丝·莱辛《阿尔戈斯老人星》（Canopus in Argos）系列异曲同工:105–106。

双蛇绕杖经常用来代表医药学，《梦蛇》里治疗师用蛇治病就源自该象征

《梦蛇》的行文传达复杂和多重含义，激发读者深入思考:63。主人翁叫舞蛇、结合用来治病的蛇让人想到宗教和神话影像。商神杖或双蛇绕杖是现代医学的标志，希腊神话中商神杖代表赫耳墨斯，拥有各种神圣知识。蛇还有死亡、复兴等其他象征意义，在小说中以各种角色或形式反复出现:65–66。蛇象征毒药和治疗，书中的舞蛇带蛇治病，让人想到手持蛇杖的罗马神话医神阿斯克勒庇俄斯:65–66。梦蛇“草”同样包含双重含义，既是治疗师的有力工具，又令沙漠牧民恐惧不已:64–65。舞蛇用蛇治疗与圣经的创世纪神话呼应，但又将神话反转变成女人控制蛇:64–65。书中拥有尖端科技的城市“中心”与其他社会隔绝，以此探索“中心与边缘、内与外、自我与他人”的关系，这也是麦金泰尔小说《流亡等待》和《超光速》的主题:57。中心的社会秩序非常严格，相比之下，中心以外、包括社会边缘都会发生社会变革，“中心”空有其名，对书中绝大多数人物和读者根本无关紧要:57–58。
《梦蛇》与麦金泰尔大部分作品一样探讨自由和监禁的影响。她笔下许多角色都力图摆脱某种束缚，如自我强加的心理限制，体能或外表缺陷引起的挑战，其他人的压迫等:127–128。舞蛇遇到两名为山腰市长工作的奴隶，市长已在全城禁止奴隶制还他们自由。其中一人脚后跟附有代表奴隶身份的标志环，舞蛇告诉她可以帮忙去掉，但有可能导致瘸脚，她听后依然喜出望外。另一人自由后出于感激自认有义务落实市长的所有构想。:127–129梅丽莎因烧伤毁容，当地社会根据外表裁定人的价值，所以她隐藏起来，对社会而言几乎不存在:132–133。其他角色同样身处束缚：“北方”患有无药可治的巨人症，导致一直身陷精神病型愤怒；“疯子”对蛇毒上瘾无法自拔；加布里埃尔对未能控制生育感到羞愧；阿雷文为家庭责任所困:141–143。
文化规范间互动的主题在《梦蛇》反复出现，有时还具双重含义，如舞蛇与阿雷文探讨“朋友”时，阿雷文更加重视，山区居民还用这个词来表示愿与他人发生性关系:69–70。阿雷文起初不愿把姓名告诉舞蛇，他对“朋友”的解释说明游牧民族对外来人士疑虑根深蒂固，离开部落后，他从文化角度向舞蛇解释为什么牧民会杀死梦蛇“草”:69–70。文化偏见导致治疗师难以理解梦蛇的生理机能。对地球生物的了解导致他们误以为梦蛇也是雌雄两条配对繁殖，只有舞蛇因对蛇毒免疫才发现需要三条才能繁殖的真相:68–70。作者以此传达接受不同能带来成长和变革的理念:65–66。

## 人物
评论家特别关注《梦蛇》的强势女主角。作者借舞蛇的核心地位把性别当成核心主题:64–65，颠覆性别思维定势:64–65。与麦金泰尔许多作品的主人翁一样，舞蛇也是自信的女人，扮演传统上属于男人的角色，只不过她是治疗师而不是典型的男英雄:125–126。《梦蛇》大部分男角色形象趋于负面，如山腰城市长、虐待梅丽莎的马厩主、“北方”等；“温柔而执着”的阿雷文在书中出场极少，大部分时间只是背景人物:126。
奥森·斯科特·卡德认为舞蛇完全做到独立自主乃至自给自足：遇到的问题她自己解决，在结尾也不像传统小说那样等待男人拯救。舞蛇和獨行俠非常相似，以“爱和理解”改善人民生活：她为格鲁姆的商队免疫、救出梅丽莎，帮加布里埃尔克服执念并鼓励他成长和独立。学者莎拉·勒范努（Sarah LeFanu）觉得舞蛇就像《流亡等待》排除万难竭力逃出“中心”的主人翁米沙（Mischa），只不过“年纪更大、更有智慧”。在勒范努看来，舞蛇“勇敢、忠诚、聪明”，为人善良且有强烈的正义感。
学者卡罗琳·温德尔（Carolyn Wendell）指出，舞蛇与书中大部分人物相比更能自主决择。自由赋予她更大的责任，令她有能力解放加布里埃尔和梅丽莎等人。:143–144发生性关系后，舞蛇与传统科幻小说中的女角色相比更能保留自我。勒范努认为作者在书中描写女主角发生性关系，结合贯穿全书始终的性别政治，意在表达《舞蛇》的世界里“女人就可以代表全人类” 。还有作家认为，舞蛇堪称女权思想下的女巫原型，父权社会对她们避之唯恐不及，在此摇身一变成为女人权力的象征。

## 评价和影响
《梦蛇》获1978年星雲獎最佳長篇小說獎、1979年雨果獎最佳長篇小說和轨迹奖最佳长篇小说；还赢得西北太平洋书商奖肯定和1979年迪特玛奖国际小说奖提名。1995年，《梦蛇》获詹姆斯·提普奇纪念奖提名。1974年，麦金泰尔因《雾草沙》首获星云奖（最佳短篇小说），并获雨果奖最佳短篇小说及轨迹奖最佳短篇小说提名。1980年，小说平裝書获美国图书奖提名:201–203。女作家在推想文学领域一度趋于边缘化，但20世纪70年代众多女作家以女权主义推想小说脱颖而出，《梦蛇》便是其中的重要作品。除麦金泰尔外，勒瑰恩、凯特·威廉（Kate Wilhelm）和小詹姆斯·提普奇均对此贡献很大。
众多评论称赞作者文笔。《圣塔克鲁斯哨兵报》（Santa Cruz Sentinel）赞扬小说情节“着实令人着迷”，美國圖書館協會的萨莉·埃斯蒂斯（Sally Estes）也称“扣人心弦”，《辛辛那提问询报》（Cincinnati Enquirer）宣称《梦蛇》在1978年所有小说中无论情感还是诗意表现都名列前茅。勒瑰恩赞扬小说“如山上溪流般迅速、干净、清晰、美丽，令人兴奋不已”。她还在2011年撰文更进一步：“《梦蛇》文笔清晰、节奏明快，简短且情绪饱满的景观桥段直接把读者带到半熟悉、半陌生的沙漠世界，人物情感状态、情绪和情感变化的描写详尽、细致”。科幻学者马歇尔·泰姆（Marshall Tymn）1981年表示，《梦蛇》主人翁的历险富含诗意、值得细致探讨而且倍感真实，这正是小说成功的重要原因，在众多雨果奖和星云奖获奖作品中可谓历久弥新:372。2012年《衛報》刊文宣称《梦蛇》“充满挑战，令人坐立不安”，称赞麦金泰尔以精细的笔触描绘虚构世界。
小说的主题、符号和遣词用句同样引起关注。学者黛安·伍德（Diane Wood）声称《梦蛇》体现“科幻文学以语言和文化规范实验产生美感的潜力”:63。她称赞作者弘扬跨文化交流主题，写作风格与“生动人物”令作品在倡导“更加充分的同情与理解”时更具说服力，小说“极具质感”，读来心旷神怡:71–72。学者加里·韦斯法尔（Gary Wesfahl）把麦金泰尔笔下的蛇与其他推想小说相比，声称《梦蛇》在描绘虚构人蛇关系领域达到领先地位。卡德强调舞蛇的自给自足，赞扬作者以浅显情节创造“邪恶而美丽的世界”，人物塑造丰满生动。
部分评论从篇幅和结构入手，从多个角度对比《梦蛇》和《雾草沙》。《夏洛特观察家报》（Charlotte Observer）发文批评《梦蛇》绝大部分篇幅没有实质内容，证明优秀的短篇小说不一定适合扩充成长篇；埃斯蒂斯也觉得长篇与短篇原作相比“少了某些微妙之处”。还有评论认为阿雷文出场情节太少，根本没必要保留。温德尔1982年撰文表示，阿雷文出场也是颠覆传统，看不惯的评论员其实是不习惯女主人翁自行解决困难。:143布莱恩·斯坦伯福德（Brian Stableford）觉得《梦蛇》的情节过于简单，但这不影响成效。在他看来，本文“很有想法和诚意”，非常值得一看。卡德认为《雾草沙》已经算得上“完美抛光的宝石”，一度觉得扩充可能得不偿失。他批评长篇有些桥段过于感伤，如描写梅丽莎的部分，还有些情节拖得太长。但整体而言，他觉得小说意犹未尽。